# NBIP
De Nationale Beheersorganisatie Internet Providers (NBIP) is een Nederlandse non-profitorganisatie die internetproviders helpt voldoen aan de wettelijke vereisten en zorgt voor afdoende afdekking van veiligheidsrisico's.

## Projecten

### Nationale Wasstraat
De Nationale Wasstraat (NaWas) is een project van NBIP. Het is een afweersysteem tegen DDoS-aanvallen, welke diverse keren effectief ingezet is als bescherming. De NaWas omvat ruim honderd deelnemende organisaties, waaronder KPN en Vodafone.
Het gefilterde verkeer wordt gerouteerd naar een apart virtual LAN van de internetknooppunten AMS-IX of NL-ix. Met financiële ondersteuning van het SIDN Fonds is er software ontwikkeld voor patroonherkenning van DDoS-aanvallen.